# Maragall (metropolitana di Barcellona)
Maragall è una stazione della metropolitana di Barcellona che serve le linee 4 e 5. È situata sotto la Ronda del Guinardó (accessi per la linea 4) e sotto il Passeig di Maragall (accessi per la linea 5), alla confluenza dei distretti di Nou Barris, Horta-Guinardó e Sant Andreu.

## Storia
Questa stazione fu inaugurata nel 1959 nel'ambito del primo tratto della Linea II tra La Sagrera e Vilapicina. Nel 1970 fu riassegnata alla Linea V in seguito al prolungamento di quest'ultima tra Diagonal e Sagrera.
Nel 1982 è entrata in servizio anche come stazione per i treni della L4, con l'aggiunta di nuove banchine e di altri accessi e la realizzazione dei collegamenti di interscambio.

## Accessi
- Carrer Ramon Albó (corrispondenza per la L4)
- Ronda del Guinardó
- Passadís (corrispondenza per la L5)
- Avinguda Borbó